# Liga NSO Đurđevac 1990./91.
Liga NSO Đurđevac (Liga Nogometnog saveza Općine Đurđevac; Općinska nogometna liga Đurđevac) za sezonu 1990./91. je bila liga sedmog stupnja nogometnog prvenstva Jugoslavije. 
 
Sudjelovalo je 12 klubova koji su prvo igrali u dvije skupine po šest klubova – "Sjever" (prvak "Mladost" iz Molvi) i "Jug" (prvak "Sloga" iz Kladara. Nakon razigravanja prvak je postala "Mladost" iz Molvi. 

## Jug
Ljestvica
| mj. | klub                    | ut. | pob. | ner. | por. | gol+ | gol- | bod |
| --- | ----------------------- | --- | ---- | ---- | ---- | ---- | ---- | --- |
| 1.  | Sloga Kladare           | 10  | 7    | 3    | 0    | 30   | 11   | 17  |
| 2.  | Croatia Grabrovnica     | 10  | 5    | 3    | 2    | 17   | 15   | 13  |
| 3.  | Vilim Galjer Prugovac   | 10  | 5    | 2    | 3    | 24   | 12   | 12  |
| 4.  | Drava Sesvete Podravske | 10  | 3    | 1    | 6    | 19   | 22   | 7   |
| 5.  | Aršanj Sedlarica        | 10  | 2    | 2    | 6    | 17   | 34   | 6   |
| 6.  | Podravec Dinjevac       | 10  | 2    | 1    | 7    | 18   | 31   | 5   |

- Sesvete Podravske – tadašnji uobičajeni naziv za Podravske Sesvete

Rezultatska križaljka
| kratica | klub                    | ARŠ | CRO | DRA | POD | SLO | VIG |
| --- | ----------------------- | --- | --- | --- | --- | --- | --- |
| ARŠ | Aršanj Sedlarica        |     |     |     |     |     |     |
| CRO | Croatia Grabrovnica     |     |     |     |     |     |     |
| DRA | Drava Sesvete Podravske |     |     |     |     |     |     |
| POD | Podravec Dinjevac       |     |     |     |     |     |     |
| SLO | Sloga Kladare           |     |     |     |     |     |     |
| VIG | Vilim Galjer Prugovac   |     |     |     |     |     |     |
| |                         |     |     |     |     |     |     |
| podebljan rezultat - utakmice od 1. do 5. kola (1. utakmica između klubova) rezultat normalne debljine - utakmice od 6. do 10. kola (2. utakmica između klubova) rezultat nakošen - nije vidljiv redoslijed odigravanja međusobnih utakmica iz dostupnih izvora rezultat smanjen * - iz dostupnih izvora nije uočljiv domaćin susreta prekrižen rezultat - poništena ili brisana utakmica p - utakmica prekinuta 3:0 p.f. / 0:3 p.f. - rezultat 3:0 bez borbe |                         |     |     |     |     |     |     |

 Izvori:

## Sjever
Ljestvica
| mj. | klub               | ut. | pob. | ner. | por. | gol+ | gol- | bod |
| --- | ------------------ | --- | ---- | ---- | ---- | ---- | ---- | --- |
| 1.  | Mladost Molve      | 10  | 10   | 0    | 0    | 41   | 3    | 20  |
| 2.  | Podravac Virje     | 10  | 8    | 0    | 2    | 57   | 12   | 16  |
| 3.  | Mičetinac          | 10  | 4    | 0    | 6    | 16   | 31   | 8   |
| 4.  | Sloga Šemovci      | 10  | 4    | 0    | 6    | 16   | 31   | 8   |
| 5.  | Polet Čepelovec    | 10  | 4    | 0    | 6    | 12   | 46   | 8   |
| 6.  | Graničar Drenovica | 10  | 0    | 0    | 10   | 13   | 48   | 0   |

- Drenovica – danas dio naselja Novo Virje

Rezultatska križaljka
| kratica | klub               | GRA | MIČ | MLA | POD | POL | SLO |
| --- | ------------------ | --- | --- | --- | --- | --- | --- |
| GRA | Graničar Drenovica |     |     |     |     |     |     |
| MIČ | Mičetinac          |     |     |     |     |     |     |
| MLA | Mladost Molve      |     |     |     |     |     |     |
| POD | Podravac Virje     |     |     |     |     |     |     |
| POL | Polet Čepelovec    |     |     |     |     |     |     |
| SLO | Sloga Šemovci      |     |     |     |     |     |     |
| |                    |     |     |     |     |     |     |
| podebljan rezultat - utakmice od 1. do 5. kola (1. utakmica između klubova) rezultat normalne debljine - utakmice od 6. do 10. kola (2. utakmica između klubova) rezultat nakošen - nije vidljiv redoslijed odigravanja međusobnih utakmica iz dostupnih izvora rezultat smanjen * - iz dostupnih izvora nije uočljiv domaćin susreta prekrižen rezultat - poništena ili brisana utakmica p - utakmica prekinuta 3:0 p.f. / 0:3 p.f. - rezultat 3:0 bez borbe |                    |     |     |     |     |     |     |

 Izvori:

## Razigravanje za plasman
Razigravanja igrana na dvije utakmice 
Rezultati
| za mjesto     | klubovi                                 | ut.1 | ut.2 |
| ------------- | --------------------------------------- | ---- | ---- |
| <za 1. mjesto | Sloga Kladare – Mladost Molve           | 2:1  | 0:1  |
| za 3. mjesto  | Podravac Virje – Vilim Galjer Prugovac  | 3:2  | 2:2  |
| za 5. mjesto  | Croatia Grabrovnica – Mičetinac         | 3:1  | 1:2  |
| za 7. mjesto  | Drava Sesvete Podravske – Sloga Šemovci | 5:0  | 5:1  |
| za 9. mjesto  | Polet Čepelovec – Aršanj Sedlarica      | 5:3  | 1:6  |
| za 11. mjesto | Podravec Dinjevac – Graničar Drenovica  | 7:0  | 3:1  |

Konačni poredak
| mj. | klub                    |
| --- | ----------------------- |
| 1.  | Mladost Molve           |
| 2.  | Sloga Kladare           |
| 3.  | Podravac Virje          |
| 4.  | Vilim Galjer Prugovac   |
| 5.  | Croatia Grabrovnica     |
| 6.  | Mičetinac               |
| 7.  | Drava Sesvete Podravske |
| 8.  | Sloga Šemovci           |
| 9.  | Aršanj Sedlarica        |
| 10. | Polet Čepelovec         |
| 11. | Podravec Dinjevac       |
| 12. | Graničar Drenovica      |

## Unutarnje poveznice
- Međuopćinska liga Virovitica – Križevci – Đurđevac – Koprivnica 1990./91.